# غاريث شابمان
غاريث شابمان (بالإنجليزية: Gareth Chapman)‏ هو لاعب اتحاد الرغبي بريطاني، ولد في 16 أبريل 1981 في نيوبورت في المملكة المتحدة.